# Cathédrale du Sacré-Cœur de Bathurst
Cette  cathédrale n’est pas la seule cathédrale du Sacré-Cœur.
La cathédrale du Sacré-Cœur est une cathédrale catholique située à Bathurst (Nouveau-Brunswick) au Canada. Bâtie en 1886 et rénovée en 1950, elle est de style néogothique. John Dunn, de Saint-Jean (Nouveau-Brunswick), en est l'architecte. Elle est devenue la cathédrale du diocèse de Bathurst en 1938. Elle a été désignée lieu historique local en 2005 par la ville de Bathurst.

## Description
L'édifice est construit en granit local. Le clocher et sa flèche s'élèvent à 144 pieds, les ouvertures sont en ogive et le toit de l'église est en cuivre. Les vitraux sont l'œuvre de J. P. O'Shea Co. de Montréal. 

## Historique
En septembre 1871, le premier curé, Hilarion Doucet, ouvre les registres de la paroisse.
En 1881, la paroisse du Sacré-Cœur est érigée canoniquement en étant détachée de la paroisse Sainte-Famille, en raison de la difficulté que rencontrent certains paroissiens pour se rendre à l'église Sainte-Famille de l'autre côté du havre. Le curé Doucet doit faire construire des édifices de culte. En attendant, les célébrations se tiennent dans la salle de la Tempérance, à l'emplacement actuel de la cathédrale (coin des rues St. Georges et St. Andrew).
En 9 août 1886, la Salle de la Tempérance est détruite par le feu. Le Père Thomas-F. Barry est chargé de la construction de nouveaux édifices. Le 8 novembre 1886, la bénédiction de la pierre angulaire de la nouvelle construction a lieu : initialement, il était prévu d'édifier une église en bois, mais le choix d'une église en pierre a obtenu la faveur populaire. Le 19 décembre 1886, une messe est célébrée dans le soubassement de la nouvelle église.
En avril 1887, la construction de l'église en pierre débute. En 29 octobre 1888, le vent jette la croix de l'église (alors à 65 pieds de hauteur) au sol. L'église restera sans clocher jusqu'en 1896.
En juillet 1896, la construction d'un clocher de 80 pieds (144 avec la flèche) de hauteur et d'une croix de fer de 10 pieds est décidée. En 1897, un orgue Harmonium Goderich est installé. En juillet 1901, des bancs de frêne de dessin gothique sont installés et des vitraux inaugurés. 
En 1938, l'église du Sacré-Cœur devient la cathédrale du Sacré-Cœur.
En 1948, des travaux d'agrandissement et de rénovation sont entrepris à la suite d'une décision de Camille-André LeBlanc. Le 8 septembre 1950, la cathédrale fraichement rénovée est inaugurée. La dépouille mortelle de P.-A. Chiasson est transférée dans la crypte mortuaire au sous-sol de la cathédrale. 
La cathédrale est désignée site historique local par la ville de Bathurst le 19 décembre 2005.